# David Odogu
David Uyoyo Odogu (Alemania, 3 de junio de 2006) es un futbolista alemán que juega de defensa en el VfL Wolfsburgo II de la Regionalliga Nord.

## Estadísticas

### Clubes
Actualizado al último partido disputado el 30 de mayo de 2023.
| Club                         | Div.          | Temporada     | Liga  | Liga  | Copas nacionales | Copas nacionales | Copas internacionales | Copas internacionales | Total | Total |
| Club                         | Div.          | Temporada     | Part. | Goles | Part.            | Goles            | Part.                 | Goles                 | Part. | Goles |
| ---------------------------- | ------------- | ------------- | ----- | ----- | ---------------- | ---------------- | --------------------- | --------------------- | ----- | ----- |
| VfL Wolfsburgo II · Alemania | 4.ª           | 2023-24       | 0     | 0     | 0                | 0                | —                     | —                     | 0     | 0     |
| VfL Wolfsburgo II · Alemania | Total club    | Total club    | 0     | 0     | 0                | 0                | 0                     | 0                     | 0     | 0     |
| Total carrera                | Total carrera | Total carrera | 0     | 0     | 0                | 0                | 0                     | 0                     | 0     | 0     |